# 主普壇

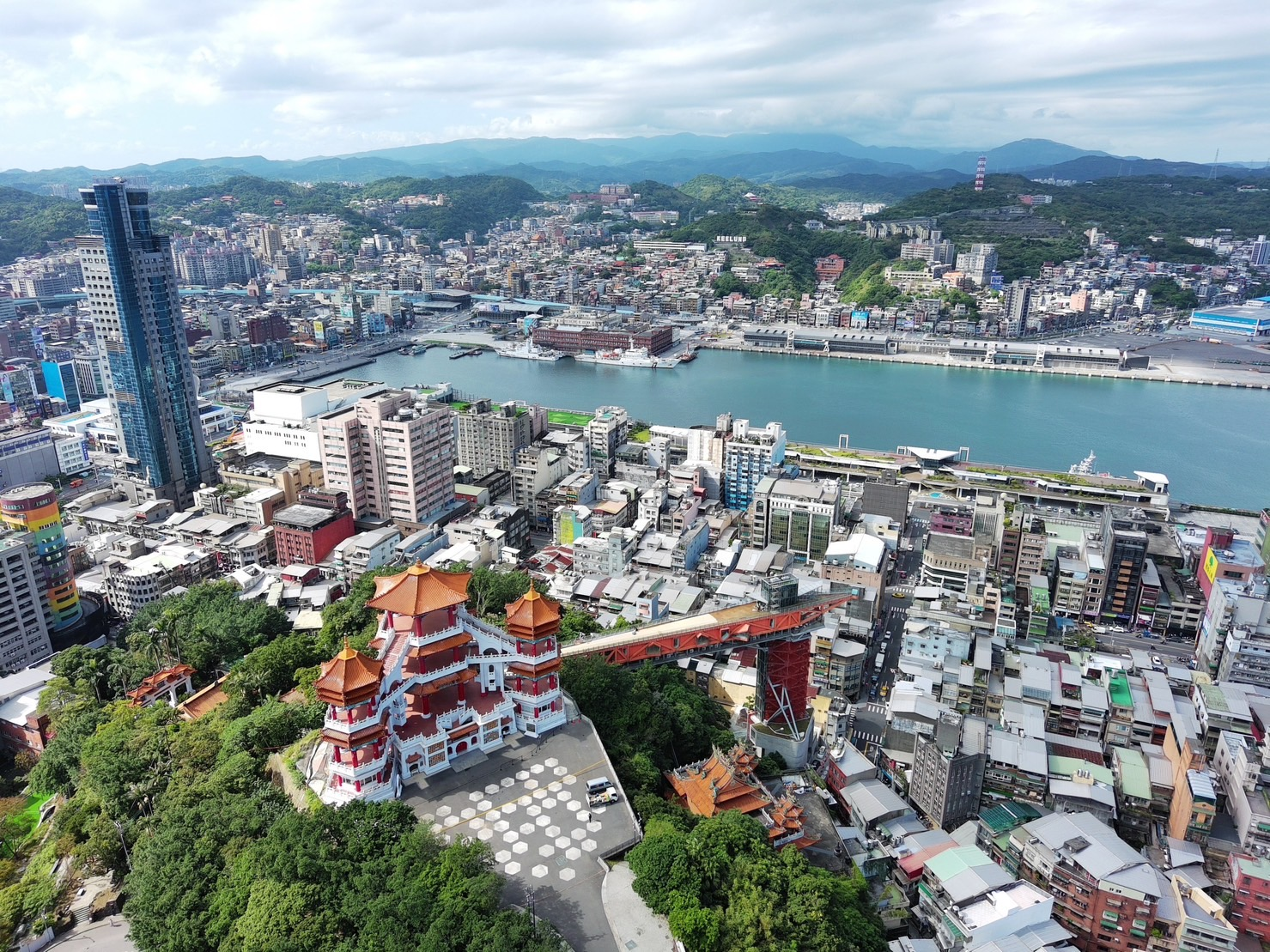
主普壇與基隆塔，後方為基隆港

主普壇，一樓設有鷄籠中元文化館，是位於臺灣基隆市中正區的祭祀設施，也是臺灣重要民俗祭典雞籠中元祭的普渡地點。

## 沿革
自清代起始，基隆中元祭典共設有主會、主醮、主壇、主普合稱為「四大柱」共同辦理。除由「十一字姓」輪值主普外，主會、主壇、主醮則由地方行號分區承擔。而主普壇的建立便是由輪值主普宗親會負責搭建，並舉辦相關道教科儀及化食普渡之處，早期設在新店街（或稱草店尾），時則無固定舉辦地點。
由於早期主普建築皆為木材臨時設立，在搭建、事後拆除成本造成不便，為求祭祀方便，1928年，包括許梓桑、顏國年、潘榮春等基隆仕紳提出訴願書，向基隆市役所集議建請在高砂公園撥地，並以音樂堂名義於公園廣場興建永久性建築之主普壇做為該年度的建設計畫，該棟建築物費用由「十一字姓」分擔。後在市役所準許後。該建築於同年開工。主普壇原計畫由臺灣總督府技師井手薰設計，其構造為鐵筋、鐵骨混凝土、八角形二層式樣之建築，總高度53尺（約17公尺），預算為一萬五千日圓。 然而因超過預算流標兩次，後由增田氏以一萬一千九百元得標。最終主普壇於1929年8月31日完工，作為固定的主普祭祀場所，以及平日為音樂堂使用，並設有地下室等設施。
1945年，該棟建築物於基隆大空襲遭盟軍炸損。後於1956年「基隆市主普壇修建委員會」成立，聯合籌措經費重修主普壇增一層樓，其後陸續進行少許改建。
1956年，「基隆市主普壇修建委員會」成立，聯合籌措經費，重新修建「舊主普壇」，將原有建築的鐵筋、鐵骨混凝土改為鋼筋混凝土結構，增建一樓。
1971年，因主普壇位於基隆市區，每年中元祭典期間，形成交通阻塞，民間因而陳情遷建，將主普壇從原址遷至中正公園獅頭山頂，由蘇德良市長主持破土儀式，第二代主普壇最終則於1974年完工。舊主普壇直到1989年才由基隆廣遠壇李松溪道長主持祭典，於1993年正式拆除舊主普壇，改建為基隆廣播電臺大樓。
2001年，新主普壇則進行一次大規模整修，但因天候、地震等環境因素，導致建築結構經常發生斑駁剝落問題，2020年，基隆市文化局向文化部文化資產局爭取補助，針對主普壇建築進行耐震補強及修復工程。未來則因「基隆山海城串聯再造計畫」與周遭設施群進行連結，建立觀光軸帶。

## 館藏
主普壇一樓原為基隆「民俗文物館」，為結合地方文化、中元祭祀傳統而成立。2005年透過文建會「地方文化館計畫」之補助設置「中元祭祀文物館」。2007年獲文建會第二期地方文化館補助進行本館舍硬體升級，拆除過大的特展空間轉變為常設展空間並結合中元祭祀文化。2022年再由基隆市府編列預算整體改造空間及調整展品，並更名為「鷄籠中元文化館」，讓觀眾可透過當代美學體驗基隆傳統文化，認識祭典緣起、完整祭儀、普度供品、遊藝活動等，領略先民和解共生的智慧與慈悲。
農曆7月15日，主普壇則作爲中元普渡場所舉行淨壇儀式，先請法師施法，以淨本壇，再由達官顯宦與爐主等人同放燈。

## 另見
- 基隆神社
- 基隆塔

## 外部連結
- 主普壇的Facebook專頁